# 네브래스카 주의회
네브래스카 주의회는 네브래스카주의 단원제 의회로 미국 유일의 단원제 주의회이다. 주의원은 상원의원으로 호칭한다.